# Cisticercosi
La cisticercosi è una parassitosi causata dalla forma larvale di un Platelminta Cestode del genere Taenia: Taenia solium. La malattia causata dalla forma adulta della tenia è detta teniasi.

## Eziologia
Taenia solium è un cestode il cui ospite definitivo è l'uomo; il suo ospite intermedio è il suino. Altri cestodi patogeni per l'uomo sono Taenia saginata (ospiti intermedi i bovini), Diphyllobothrium latum, agente eziologico della sparganosi (ospiti intermedi pesci d'acqua dolce), Hymenolepsis nana (ospiti intermedi le pulci), Echinococcus spp. (echinococcosi).

## Storia
- Nel 380 a.C. Aristofane fu il primo a citare, nella commedia I cavalieri, la presenza di cisticerchi in animali (pietruzze che si possono incontrare sotto la lingua dei maiali) ricordando la pratica dei cuochi della Grecia antica di esaminare la lingua dei porci fino alla radice, per individuare le carni infestate.
- Aristotele parlò della panicatura delle carni (gragnuola o gramigna), che renderebbe la carne più gradevole, se le cisti non sono troppe, ma che la renderebbe umida e sgradevole se le cisti sono numerose.
- Nel IV secolo a.C. Ippocrate nel libro delle Epidemie citò un caso di cisticercosi umana:  La moglie di Tersandro, essendo un poco leucoflemmatica e allattando, aveva una febbre acuta; la lingua le bruciava; tutto il resto scottava; a questo punto la lingua divenne rugosa, come disseminata di tanti chicchi di grandine.
- Nel 1650 Domenico Panaroli fu il primo a descrivere il reperto autoptico di vescicole rotonde, bianche, piene di liquido chiaro, nel corpo calloso di un prete epilettico.
- Nel 1656 Thomas Wharton descrisse per primo la cisticercosi diffusa umana, trovando cisticerchi nel tessuto adiposo e nei muscoli.
- Nel 1686 Francesco Redi e Marcello Malpighi dimostrarono la natura parassitaria delle vescicole.
- Nel 1809 Rudolph chiamò Cysticercus cellulosae il parassita responsabile della cisticercosi, per la sua diffusione nel tessuto sottocutaneo.
- Nel 1853 Pierre Joseph van Beneden dimostrò che cisticerchi e tenie sono forme diverse dalla stessa specie: diede da mangiare uova di tenia a dei porci, nelle carni dei quali si svilupparono i cisticerchi, mentre non se ne sviluppavano in quelli che non ne avevano mangiato.
- Nel 1855 Gottlieb Friedrich Heinrich Küchenmeister somministrò cisticerchi di suino a un condannato a morte prima dell'esecuzione: all'autopsia del giustiziato si trovarono nel duodeno alcune piccole tenie.
- Nel 1860 Rudolf Virchow osservò durante un'autopsia la presenza di numerose vescicole, a grappolo d'uva, localizzate nelle cisterne della base cerebrale di un uomo. Nel 1882 Friedrich Zenker attribuì erroneamente tale reperto a un'altra specie: Cysticercus racemosus.
- Nel 1867 Cesare Lombroso dimostrò un caso di neuro-cisticercosi (NCC) in un paziente psichiatrico ed epilettico.
- Nel 1890 Askanazy descrisse un caso di NCC extraparenchimale: meningite cronica, idrocefalo, ependimite e vasculite basale.
- Nel 1909 Weinberg inventò il primo test diagnostico sierologico: una reazione di fissazione del complemento.

## Epidemiologia
Nel mondo si stima ci siano 50-100 milioni di persone infestate da Taenia solium. Un tempo la teniasi da T.solium era ubiquitaria (ovunque si allevassero maiali). Oggi le aree di maggiore endemia comprendono America Latina, India, Cina, Sud Est Asiatico, e Africa subsahariana. Sono esclusi i Paesi islamici dove, in teoria, non si mangia carne suina. In America Latina e in India la sieroprevalenza per teniasi varia dal 5 al 25%. La prevalenza di crisi epilettiche nei Paesi poveri è doppia rispetto a quella nei Paesi ricchi: in America Latina e India compaiono crisi comiziali in età adulta in circa il 2% della popolazione, più della metà delle quali causate da neuro-cisticercosi (NCC). In Messico la NCC causa il 13-33% di tutte le lesioni intracraniche occupanti spazio. In America Latina circa 400 000 individui hanno forme sintomatiche di NCC. Il trattamento della NCC in un anno costa a un sistema sanitario nazionale come quello brasiliano o messicano circa 90 milioni di dollari.
In un'indagine sierologica (enzyme-linked immunoelectrotransfer blot assay - EITB) per determinare la prevalenza della cisticercosi nei maiali dello Stato di Bahia in Brasile, sono stati esaminati esemplari allevati liberamente dai residenti di Salvador e di due altre città vicine: Santo Amaro e Jequie. La prevalenza di sieropositività per anticorpi anti-cisticerco è stata del 4.4% (2 su 45) a Salvador, del 3.2% (3 su 93) a Santo Amaro, e del 23.5% (24 su 102) a Jequie. La più alta prevalenza di Jequie era dovuta alle peggiori condizioni economiche e sanitarie (fogne a cielo aperto, nessun controllo sulle carni suine vendute).
Negli USA si registrano 1000 casi/anno, per lo più immigrati latino-americani, seguiti da asiatici e africani. Sono pochi i casi di cisticercosi in viaggiatori di ritorno da Paesi endemici, più spesso sono positivi i figli di individui immigrati o bambini adottati. La prevalenza è maggiore nei residenti o negli immigrati dai Paesi endemici, per lo più ispanici e asiatici. La NCC colpisce tipicamente tra 10-40 anni, ma può colpire tutte le età.
In India, la forma di NCC prevalente è quella parenchimale con piccole, multiple lesioni; sono rare le forme extraparenchimali. In America Latina prevalgono le forme parenchimali, con poche o uniche grandi lesioni, e le forme extraparenchimali (subaracnoidee e intraventricolari). La cisticercosi sottocutanea è più comune in Cina.
In Italia, grazie alle misure igieniche riguardanti l'allevamento degli animali, la teniasi è una patologia abbastanza rara.

## Morfologia

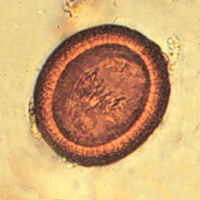
Uovo di Taenia spp. (Fonte:CDC).

Il verme adulto di Taenia solium (il cosiddetto verme solitario insieme a Taenia saginata) misura da 2 a 4 m. È formato da una piccola testa detta scolice lunga 1mm circa, quadrangolare, con 4 ventose e un rostello con 20-30 uncini falciformi in due file, un collo lungo 0,5 mm, un corpo detto strobilo con le proglottidi (dalle 500 alle 900), segmenti che misurano 10-12 x 5–8 mm circa. Le proglottidi immature sono più larghe che lunghe e sono nel primo quarto dello strobila. Le proglottidi sono generate in sequenza a partire dallo scolice. Maturano e diventano gravide a mano a mano che procedono in direzione cranio-caudale, diventando più lunghe che larghe. Il loro utero a fondo cieco si riempie di uova e si dilata regolarmente, formando circa 10 braccia principali che si ramificano. Raggiunta la porzione terminale del verme, si staccano a gruppi di 4-6 e migrano verso l'ano dell'ospite o passano direttamente nelle feci (circa 8-10/giorno), dove liberano le uova. Taenia solium può produrre fino a 50 000 uova per proglottide. Le uova di Taenia solium e Taenia saginata sono identiche: sferiche (3-5 µm) e brune. La larva esacanta (oncosfera) è circondata da un embrioforo formato da prismi che si irradiano a palizzata. È detta esacanta perché è provvista di 6 uncini per perforare la parete intestinale. I cisticerchi sono vescicole bianche opalescenti che derivano dalla larva esacanta. Sono lunghi 7–10 mm e larghi 4–6 mm e contengono un liquido limpido e un protoscolice, simile allo scolice dell'adulto ma più piccolo. Le forme sterili, senza protoscolice, hanno dimensioni maggiori e forma irregolare. Sono dette racemose perché hanno forma di grappolo.

## Modalità di trasmissione e ciclo vitale

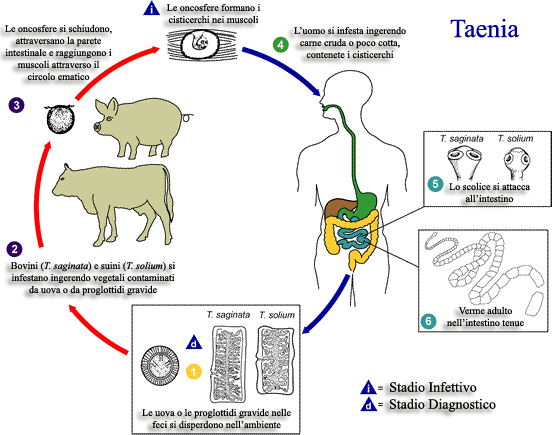
Ciclo vitale di Taenia spp. (Fonte: CDC di Atlanta)

Le uova o le proglottidi gravide sono eliminate con le feci dagli individui infestati dalla tenia. Le uova possono sopravvivere per settimane nell'ambiente. I maiali, ospiti intermedi, si infestano ingerendo vegetali contaminati con le uova o le proglottidi gravide. Nell'intestino animale, le oncosfere si schiudono, invadono la parete intestinale e migrano nei muscoli scheletrici, dove si trasformano nelle forme larvali (cisticerchi). Un cisticerco può sopravvivere per anni nell'animale. L'uomo si infesta ingerendo carne di maiale infestata, poco o per nulla cotta.
Il protoscolice si estroflette nell'intestino tenue, si fissa nei villi intestinali con uncini e ventose e si nutre attraverso il suo proprio tegumento. In due mesi diventa verme adulto e vive per anni nell'intestino tenue: in tal caso la parassitosi prende il nome di teniasi e l'uomo svolge il ruolo di ospite definitivo. Dopo un altro mese compaiono le proglottidi nelle feci. L'uomo può divenire accidentalmente ospite intermedio e si infesta ingerendo vegetali contaminati con le uova o le proglottidi gravide (eteroinfestazione). Le uova liberano le larve esacante nel duodeno e si incistano nei tessuti umani: in tal caso, in cui l'uomo è ospite intermedio, la parassitosi prende il nome di cisticercosi.
Può verificarsi un'autoinfestazione esterna, portando alla bocca le dita sporche delle proprie feci contenenti uova. Nell'autoinfestazione interna, le uova si schiudono nell'intestino dell'ospite. Eccezionalmente, i movimenti antiperistaltici dell'intestino possono spingere le proglottidi nello stomaco, dove si liberano le uova che si schiudono nel duodeno dando gravi infestazioni generalizzate.

## Patogenesi e anatomia patologica
La cisticercosi inizialmente è asintomatica. I cisticerchi si formano 2 o 3 mesi dopo l'ingestione delle uova e si localizzano nel tessuto cerebrale, nei muscoli scheletrici o nel sottocutaneo. Il cisticerco sopravvive nei tessuti dai 2 ai 6 anni, mantenendo un equilibrio col sistema immunitario dell'ospite, inibendo l'attivazione del complemento e riducendo al minimo la reazione infiammatoria locale. Dopo anni, il parassita può perdere il controllo sul sistema immunitario dell'ospite. Ne consegue una reazione infiammatoria attorno al cisticerco che porta alla sua degenerazione; il fluido della cisti diventa torbido. Quando il cisticerco muore, rilascia antigeni e prodotti di degradazione; si produce una reazione infiammatoria con edema perilesionale ed effetto massa. Se si verifica nel parenchima cerebrale, l'edema locale e l'effetto massa possono provocare le tipiche crisi convulsive. Poi si forma un granuloma che diventa gliosico o calcifico.
Il cisticerco intraparenchimale passa attraverso diversi stadi evolutivi:
- Stadio iniziale: zona di edema focale, con modesto edema perilesionale.
- Stadio vescicolare: lesione cistica vitale del diametro di 5- 20mm senza edema, con un protoscolice vivo all'interno; la parete della cisti è sottile.
- Stadio vescicolare colloidale: lesione cistica in degenerazione iniziale; si forma una capsula fibrosa con edema perilesionale.
- Stadio nodulare granulare: la cisti degenera perdendo il contenuto liquido e solidifica; persiste l'edema perilesionale.
- Stadio nodulare calcifico: la cisti si retrae, diventando un nodulo calcifico del diametro di 2-10mm, non vitale.
- Stadio inattivo della malattia.

L'ingestione ripetuta di uova può dare la contemporanea presenza di cisti intracraniche, in diversi stadi evolutivi, che si possono risolvere in tempi diversi. Nel paziente non trattato le lesioni si risolvono spontaneamente in 2-10 anni.

## Clinica

### Neuro-cisticercosi (NCC)

#### Forme encefaliche parenchimali
I cisticerchi si localizzano nel parenchima cerebrale. Sono caratterizzate da cefalea (tensiva o emicrania). Si possono avere convulsioni focali, focali con generalizzazione secondaria, o generalizzate, con successivo stato post-ictale (sonnolenza, alterato livello di coscienza, amnesia), difetti neurocognitivi, di apprendimento, depressione, psicosi. I deficit neurologici focali (es. paresi) sono rari e dovrebbero indirizzare a diagnosi alternative.
- Quando i cisticerchi sono presenti in grandissimo numero possono indurre un'imponente reazione infiammatoria nel parenchima cerebrale e dare una vera e propria encefalite cisticercotica.

#### Forme extra-parenchimali
- Se i cisticerchi si localizzano negli spazi liquorali, in sede intra-ventricolare o cisternale, si possono avere segni e sintomi associati all'idrocefalo ostruttivo, per ostacolo dello scarico del liquido cefalo-rachidiano e aumento della pressione intracranica: cefalee, vomito con o senza nausea, alterazioni dello stato mentale, vertigini, difetti visivi. L'idrocefalo può essere causato anche dall'ependimite (infiammazione dell'ependima).
- Le forme subaracnoidee possono interessare le circonvoluzioni, le convessità o le scissure cerebrali, specialmente la silviana. Se si formano nei solchi cerebrali si hanno quadri clinici simili a quelli a localizzazione ventricolare, se si formano nelle scissure (per es. scissura del Silvio), i cisticerchi posso raggiungere dimensioni notevoli (centimetri) e dare effetto massa. Le cisti possono essere multiloculate (racemose a forma di grappolo) di diametro dai 5 mm ai 9 cm, senza scolice e di solito non calcificano. Se i cisticerchi si formano nelle cisterne della base cranica, la cisticercosi è associata ad aracnoidite con infiammazione meningea focale o diffusa e meningismo senza febbre e idrocefalo comunicante, o a vasculite con deficit neurologici focali da lesioni ischemiche. In caso di aracnoidite si ha spesso idrocefalo comunicante.
- Nelle forme a localizzazione spinale (parenchimali o subaracnoidee) si hanno fenomeni compressivi locali, radiculiti e, raramente, deficit motori o sensitivi.
- Le forme oculari (intravitreali, subretiniche, retrobulbari) danno masse oculari o intra-orbitarie con disturbi visivi, effetto massa, uveite, congiuntivite e distacco di retina.

### Cisticercosi dei tessuti molli
La cisticercosi dei tessuti molli interessa i muscoli scheletrici e il tessuto sottocutaneo. Si formano noduli cistici non dolenti nel sottocutaneo (simili alle cisti sebacee) e nei muscoli. Queste forme danno pochi problemi, tranne nei casi in cui i cisticerchi siano in grande numero.

## Diagnosi
La diagnosi è difficile perché, le manifestazioni cliniche non sono specifiche, la maggior parte dei quadri neuroradiologici non sono patognomonici, i test sierologici sono poco sensibili e poco specifici.

### Anamnesi
Soggiorno in Paesi endemici per cisticercosi con assunzione di frutta e verdure non lavate o acqua contaminata.

### Esami bioumorali
I comuni dati bioumorali di laboratorio sono aspecifici. La conta leucocitaria nel sangue periferico solitamente è normale; la maggior parte dei pazienti non ha eosinofilia. L'esame del liquor cefalorachidiano è spesso anormale, con modica iperprotidorrachia e modesta ipoglicorrachia e, comunque, non è mai diagnostico: si possono avere pleocitosi con prevalenza di linfociti, neutrofili, o eosinofili, soprattutto nelle forme subaracnoidee.

### Elettro-encefalogramma
Non esistono tracciati elettroencefalografici diagnostici per NCC. Anomalie focali possono essere presenti nelle forme attive. Si possono avere convulsioni anche nelle forme inattive, per la presenza residua di lesioni cicatriziali o calcifiche, ma in questi casi l'elettroencefalogramma (EEG) di solito è negativo.

### Esami microbiologici
L'esame parassitologico delle feci può evidenziare la presenza di uova o proglottidi e consentire la diagnosi di teniasi intestinale. Poiché l'emissione di uova e proglottidi è intermittente spesso non è sufficiente un solo esame. Non è possibile distinguere Taenia solium da Taenia saginata sulla base della morfologia delle uova. Identificare i portatori di tenia non è utile nella diagnosi di NCC, ma può far scoprire un'eventuale fonte di infestazione.

### Esami sierologici
Si possono ricercare anticorpi sierici anti-cisticerco con la metodica denominata Enzyme-linked immunoelectro-transfer blot (EITB). Si dosano antigeni glicoproteici purificati di cisticerco. La specificità è alta per l'esposizione a Taenia solium. La sensibilità è alta in presenza di lesioni parenchimali multiple o extraparenchimali, ma è bassa (fino al 50-70%) in pazienti con una sola lesione parenchimale (la maggior parte dei casi). L'EITB può negativizzarsi dopo la morte del cisticerco ed è spesso negativa nei pazienti con sole lesioni calcifiche. Le metodiche ELISA sul siero danno problemi di sensibilità (75%) e specificità (85%) e sono affidabili solo per i dosaggi sul liquor cefalorachidiano. Recentemente è stata introdotta la metodica ELISA con Ab monoclonali per la ricerca degli antigeni di cisticerco nel liquor, segno di presenza di cisticerchi vitali.

### Diagnostica d'immagine
L'esame dell'encefalo con tomografia computerizzata (TC) o con Risonanza Magnetica (RM) è fondamentale per la diagnosi della NCC. Entrambe le metodiche sono valide per lo studio dell'idrocefalo e delle lesioni intraparenchimali attive. La TC consente la diagnosi nella maggior parte dei casi di NCC, soprattutto nelle forme parenchimali multifocali. Alla TC senza mezzo di contrasto sfuggono le lesioni isodense (della stessa densità) al parenchima cerebrale. La TC è migliore della RM per lo studio delle forme calcifiche intracerebrali. La RM è superiore alla TC per lo studio delle lesioni parenchimali nello stadio vescicolare e delle forme extraparenchimali, intraventricolari, cisternali, subaracnoidee e spinali. La RM evidenzia la presenza del protoscolice, più spesso e meglio della TC (vedi figura), ed è superiore nel dimostrare l'infiammazione perilesionale. La TC costa di meno della RM ed è più facilmente disponibile nelle zone di endemia.

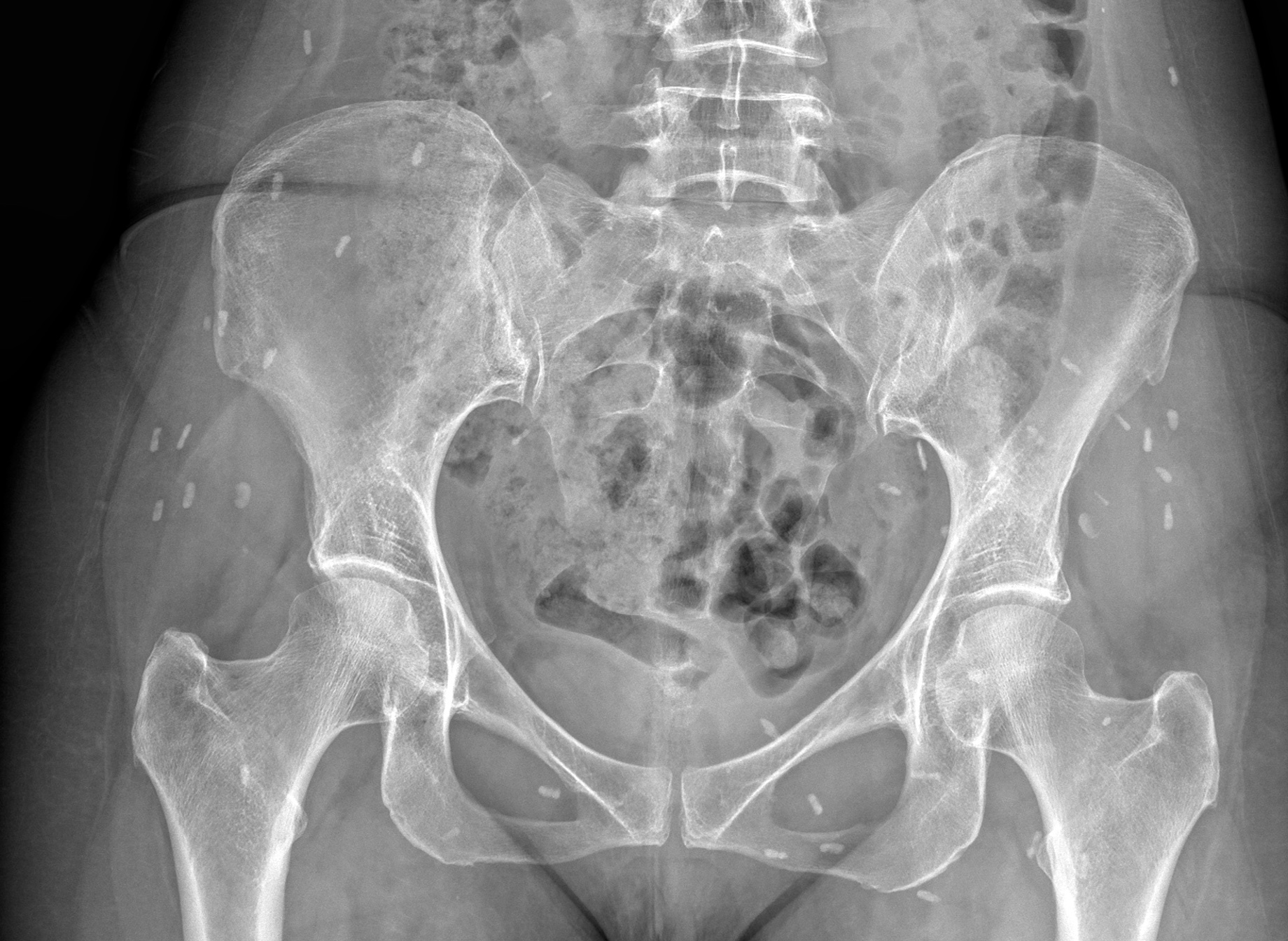
Quadro radiologico patognomonico con calcificazioni fusiformi

La radiologia tradizionale è sufficiente per lo studio della cisticercosi dei tessuti molli. Le radiografie possono evidenziare le tipiche calcificazioni intramuscolari a forma di sigaro (multiple, allungate nel verso delle fibre muscolari), che corrispondono ai cisticerchi muscolari non più vitali (reperto patognomonico in area endemica). Occasionalmente le calcificazioni intracraniche possono vedersi alle radiografie del cranio. 

## Prognosi
Prima della moderna diagnostica per immagini, la diagnosi era limitata ai casi sottoposti a neurochirurgia o autopsia, al reperto di noduli sottocutanei, di calcificazioni tissutali o endocraniche nella radiologia tradizionale; pertanto venivano scoperti solo i casi sintomatici e le forme più gravi; la NCC era ritenuta una patologia per lo più severa e maligna. Benché qualche paziente muoia per status epilepticus nelle zone più povere, la mortalità per le forme parenchimali è bassa. Con le terapie oggi disponibili anche la mortalità per le forme extraparenchimali è meno comune; tuttavia l'idrocefalo, non trattato, è mortale, e, anche dopo derivazione liquorale, la cisticercosi subaracnoidea è associata a una significativa mortalità a 10 anni.

## Terapia

### Terapia Medica

#### Terapia sintomatica anti epilettica
La terapia iniziale è anti-epilettica con aggiustamenti successivi quando si ottiene il controllo delle crisi convulsive ed eventuale sospensione in caso di risoluzione radiologica delle lesioni. In caso di edema cerebrale importante si deve incominciare la terapia antinfiammatoria corticosteroidea prima di impiegare antiparassitari. La terapia non differisce da quella impiegata per altre forme di epilessia secondaria e dipende dalla sua efficacia nel controllo delle crisi. Farmaci comunemente impiegati sono la fenitoina, la carbamazepina, il fenobarbitale.
La terapia anti-epilettica si mantiene indefinitamente nei pazienti con calcificazioni parenchimali, per l'alto rischio di crisi convulsive recidivanti. Al contrario, la terapia può essere sospesa dopo 2 anni, nei pazienti con malattia parenchimale risolta radiologicamente, senza calcificazioni residue e senza più crisi convulsive.

#### Terapia antinfiammatoria corticosteroidea
Nei casi di importante edema cerebrale, lesioni con effetto massa o vasculite, si impiega una terapia ad alte dosi (circa 1 mg/kg/die di Prednisone - Deltacortene) anche a lungo termine. L'encefalite cisticercotica si tratta inizialmente con Desametasone (Decadron) ad alte dosi (4–6 mg e.v. ogni 4-6 ore per un totale di 30 mg/die). Il mannitolo si impiega per ridurre l'ipertensione endocranica acuta. Le forme subaracnoidee con meningite, vasculite o idrocefalo comunicante si trattano con terapia a lungo termine, che si sospende appena possibile sulla base degli esami del liquor e radiologici. La terapia a lungo termine previene le complicanze nei pazienti con derivazione liquorale e malattia attiva. Le forme spinali intramidollari si trattano fino alla risoluzione dell'edema. 

#### Terapia antiparassitaria
La terapia antiparassitaria (praziquantel e albendazolo) si impiega in caso di vitalità dei cisticerchi, per accelerare la loro degenerazione, benché non ci sia un generale accordo in letteratura. Alcuni studi non dimostrerebbero significativi benefici nei pazienti con un'unica lesione attiva, che sono la maggior parte dei casi di NCC. Gli antiparassitari non sembrano avere beneficio a lungo termine nei pazienti epilettici con malattia parenchimale.
La terapia antiparassitaria non è necessaria nei casi di lesioni calcifiche, non vitali. 
È necessaria nei pazienti con cisticerchi multipli, in accrescimento, soprattutto nelle cisterne della base, o con cisti giganti nella scissura del Silvio; nelle forme intraventricolari, deve seguire la derivazione ventricolare, se le cisti non vengono asportate; non si incomincia, finché non sia risolto l'edema cerebrale o non sia controllato l'idrocefalo; è controindicata nella cisticercosi oculare, nelle encefaliti cisticercotiche e in presenza di cisticerchi vicino a vasi cerebrali.
La terapia antiparassitaria nei casi di cisti retiniche va assolutamente evitata, perché può causare un danno retinico irreversibile.
Si impiegano:
- Praziquantel (Biltricide) 50–100 mg/kg/die PO divisa tid per 14 giorni (con cimetidina 300 mg PO qid se si prendono steroidi o anti-epilettici). Alcuni studi recentemente avrebbero dimostrato l'efficacia del regime in singola dose, per il trattamento di lesioni uniche. Le forme extraparenchimali necessitano trattamenti più lunghi (mesi).
- Albendazolo (Zentel) 15 mg/kg/die (es. 800 mg) PO diviso bid ai pasti per 7 giorni. L'albendazolo diffonde meglio nel tessuto nervoso.

### Terapia neurochirurgica
La terapia chirurgica è riservata alle forme extraparenchimali, poiché la loro conseguenza più grave è l'idrocefalo. La resezione neurochirurgica delle cisti ventricolari è gravata da importante morbidità post-operatoria a lungo termine. Recentemente viene impiegata la rimozione endoscopica dei cisticerchi. La derivazione ventricolo-peritoneale (DVP) del liquido cefalo-rachidiano, da sola, ha un tasso di recidiva del 75%, pertanto dovrebbe essere associata a terapia medica (antiparassitaria e corticosteroidea). Le derivazioni senza valvole hanno minori tassi di recidiva, ma spesso non consentono un drenaggio adeguato. In alcuni pazienti con malattia inattiva, l'idrocefalo consegue alla presenza di tessuto cicatriziale nelle cisterne o negli spazi ventricolari; in questi casi la sola derivazione ventricolare è sufficiente. La NCC delle cisterne della base andrebbe trattata con corticosteroidi, con antiparassitari (per mesi) e derivazione liquorale in caso di idrocefalo. Le cisti giganti subaracnoidee vanno spesso drenate chirurgicamente a causa dell'effetto massa che non dipende solo dall'edema e non è controllabile dalla sola terapia medica. La terapia medica può essere associata alla chirurgia nel caso delle cisti spinali. Solitamente le cisti oculari e spinali vanno rimosse chirurgicamente.

### Profilassi
- Adeguata ispezione delle carni suine.
- Cottura delle carni a temperature > 50 °C o congelamento delle carni a -10 °C.
- Evitare la consumazione di carni suine poco cotte, nei Paesi endemici.
- Evitare la trasmissione oro-fecale lavandosi le mani accuratamente e spesso o mangiando frutta e verdura che si sia lavata o sbucciata personalmente.

Il trattamento antiparassitario di massa può interrompere temporaneamente la trasmissione della parassitosi, ma, di solito, dopo qualche anno, tutto ritorna come prima. Si stanno studiando vaccini contro T.solium.